# Al vuelo
Al vuelo es una frase hecha para significar algún logro obtenido sin larga preparación previa, espontáneamente.
Se utiliza en computación para la creación de archivos en el momento en que se necesitan, ya sean imágenes, formularios, listas, etc. También cuando se copia un CD a otro sin escribir su contenido en la memoria de trabajo del computador, sino directamente en el otro CD. 
En mecánica automotriz se aplica a cambios que se pueden hacer cuando una máquina esta funcionando, como movimientos en la caja de cambios, 